# Festival international Cinéma et Costumes de Moulins
Le Festival international Cinéma et Costumes de Moulins se déroule depuis 2008, chaque année, au théâtre municipal.

## Palmares

### 5eédition
du 31 mai au 3 juin 2012
Prix du Jury (présidé par Natacha Amal, avec Dominique Borg, Veronika Varga et Jean-Luc Miesch)
Meilleur film
Lou, de Belinda Chayko,  Australie
Meilleurs costumes
Le Grand Soir, de Benoît Delépine et Gustave Kervern, costumes de Chiyoe Hakamada, France
Prix spécial du jury
La Petite Venise, de Andrea Segre,  Italie
Prix des festivaliers
Prix du Public
Lou, de Belinda Chayko,  Australie

### 4eédition
du 16 au 19 juin 2011
Prix du Jury (présidé par Daniel Vigne, avec Elizabeth Bourgine, Maria Pitarresi, Bernard Bories et Thomas Chabrol)
Meilleur film
Bran Nue Dae, de Rachel Perkins,  Australie
Meilleurs costumes
Léa, de Bruno Rolland, costumes de  Agnès Falque, France
Meek's Cutoff-La Dernière Piste, de Kelly Reichardt, costumes de  Vicki Farrell, États-Unis
Mention spéciale pour le film le plus "déjanté"
Round Ireland with a Fride, de Ed Bye,  Royaume-Uni
Prix des festivaliers
Prix du Public
Christine, Cristina, de Stefania Sandrelli,  Italie

### 3eédition
du 17 au 20 juin 2010
Prix du Jury (présidé par Daniel Vigne, avec Elizabeth Bourgine, Maria Pitarresi, Bernard Bories et Thomas Chabrol)
Meilleur film
Mój Nikifor, de Krzysztof Krauze,  Pologne
Meilleurs costumes
Absurdistan, de Veit Helmer, costumes de Serap Bahadir,  Allemagne
Prix des festivaliers
Prix du Public
Accidents Happen, de Andrew Lancaster (en),  Australie

### 2eédition
du 17 au 20 juin 2009
Prix du Jury (présidé par Andrzej Zulawski, avec Nathalie Garçon, Elisabeth Tavernier, Jean, Marc Florand et Dolores Chaplin)
Meilleur film
Romulus, My Father, de Richard Roxburgh,  Australie
Meilleurs costumes
Maman est chez le coiffeur, de Léa Pool, costumes de  Michèle Hamel,  Québec
Prix des festivaliers
Prix du Public
Maman est chez le coiffeur, de Léa Pool,  Québec

### 1reédition
du 26 au 29 juin 2008
Prix du Jury (présidé par Frédéric Schoendoerffer, avec Bernadette Rondepierre, Florence Mazuel, Gabrielle Lazure, Gabriella Cortese et Delphine Pinasa)
Meilleur film
Blind, de Tamar van den Dop,  Pays-Bas- Belgique- Bulgarie
Meilleurs costumes
Los Borgia, de Antonio Hernández,  Espagne
Prix des festivaliers
Prix du Public
Los Borgia, de Antonio Hernández,  Espagne